# جيم باترسون (سياسي)
جيم باترسون (بالإنجليزية: Jim Patterson)‏ هو سياسي أمريكي، ولد في 18 فبراير 1948 في سان ماتيو في الولايات المتحدة. حزبياً، نشط في الحزب الجمهوري الكاليفورني ‏ والحزب الجمهوري. وقد انتخب عضو جمعية ولاية كاليفورنيا.

## وصلات خارجية
- الموقع الرسمي